# Газза аль-Маджалі
Газза аль-Маджалі (араб. هزاع المجالي; 1919 — 29 серпня 1960) — йорданський військовий та політичний діяч, двічі очолював уряд Йорданії. У різні роки обіймав посади міністра закордонних справ, сільського господарства, юстиції та внутрішніх справ.

## Вбивство
29 серпня 1960 року під час прийому громадян у його офісі вибухнула бомба. Кілька осіб, у тому числі й аль-Маджалі, загинули. Деякі джерела припускають, що бомбу заклали агенти спецслужби Об'єднаної Арабської Республіки.